# 新妻イカせてミルク!
『新妻イカせてミルク! 〜団地妻、昼下がりの下半身事情〜』（にいづまいかせてミルク だんちづま ひるさがりのかはんしんじじょう）は、アトリエかぐや Honky-Tonk Pumpkinが2008年4月25日に発売の18禁人妻寝取りアドベンチャーゲームである。

## ストーリー
リサーチ代行業をしている鮫島繁治は数年ぶりに帰郷し、自宅の窓から見ることのできる団地の一室で、かつて憧れの花であった夏薙美咲が結婚していることを知る。今回のリサーチ対象がアダルトグッズなのもあり、繁治はその団地の人妻を対象にリサーチすることにした。

## 登場キャラクター

### 主要人物
鮫島 繁治
主人公。学校卒業後は別の地でリサーチ代行業で働いていたが、たった1人の肉親である祖父が死去したために有休も兼ねて帰郷したところ、かつての同級生でマドンナ的存在だった美咲と会い、彼女が結婚して自分の知っている団地に住んでいることを知る。元々陵辱癖があり、たまたま今回のリサーチ対象がアダルトグッズなのもあって、その団地にリサーチすることを決意する。
夏薙 美咲
繁治の高校時代の同級生で、繁治たち男子生徒のマドンナ的存在だった。最近結婚し、団地で生活している。生理的に興奮すると母乳が出る体質で、悩みのタネになっている。
綾部 優月
結婚歴の長い熟女の主婦。エリートサラリーマンの亭主が出張の繰り返しと多忙が理由で滅多にセックスできず、子供もいないために性欲が募るばかりで悩んでいる。
柳川 璃菜
高校卒業後に付き合っていた教師の純介と結婚した新妻。純介のことは愛しているが、挿入恐怖症のためにまだ処女であるため、悩んでいる。

### その他の人物
夏薙 昌信
美咲の亭主のサラリーマン。真面目な性格で、美咲のことを心底から愛している。
綾部 聡史
優月の亭主。エリートサラリーマンで出張が多く、多忙な日々を送っている。自分勝手な亭主関白で、優月との稀なセックスも自分だけ満足したらすぐ寝るという有様。優月曰く「ペニスが小さい」。
柳川 純介
璃菜の亭主の高校教師。真面目なために学校での人気は高いが、実は他人のオナニー中の姿を見ながら自分もオナニーに耽る性癖を持っており、璃菜とのセックスについても実は全く興味がない。
小竹
鮫島の友人の職業探偵。昔からの仕事仲間で、時には仕事を手伝ってもらう。

## スタッフ
- 原画：1：02am